# بازرغان
بازرغان (بالفارسية: بازرگان) هي مدينة تقع في محافظة أذربيجان الغربية، إيران في حي بازركان. يقدر عدد سكانها بـ 9,047 نسمة .